# Amsterdam (пісня)

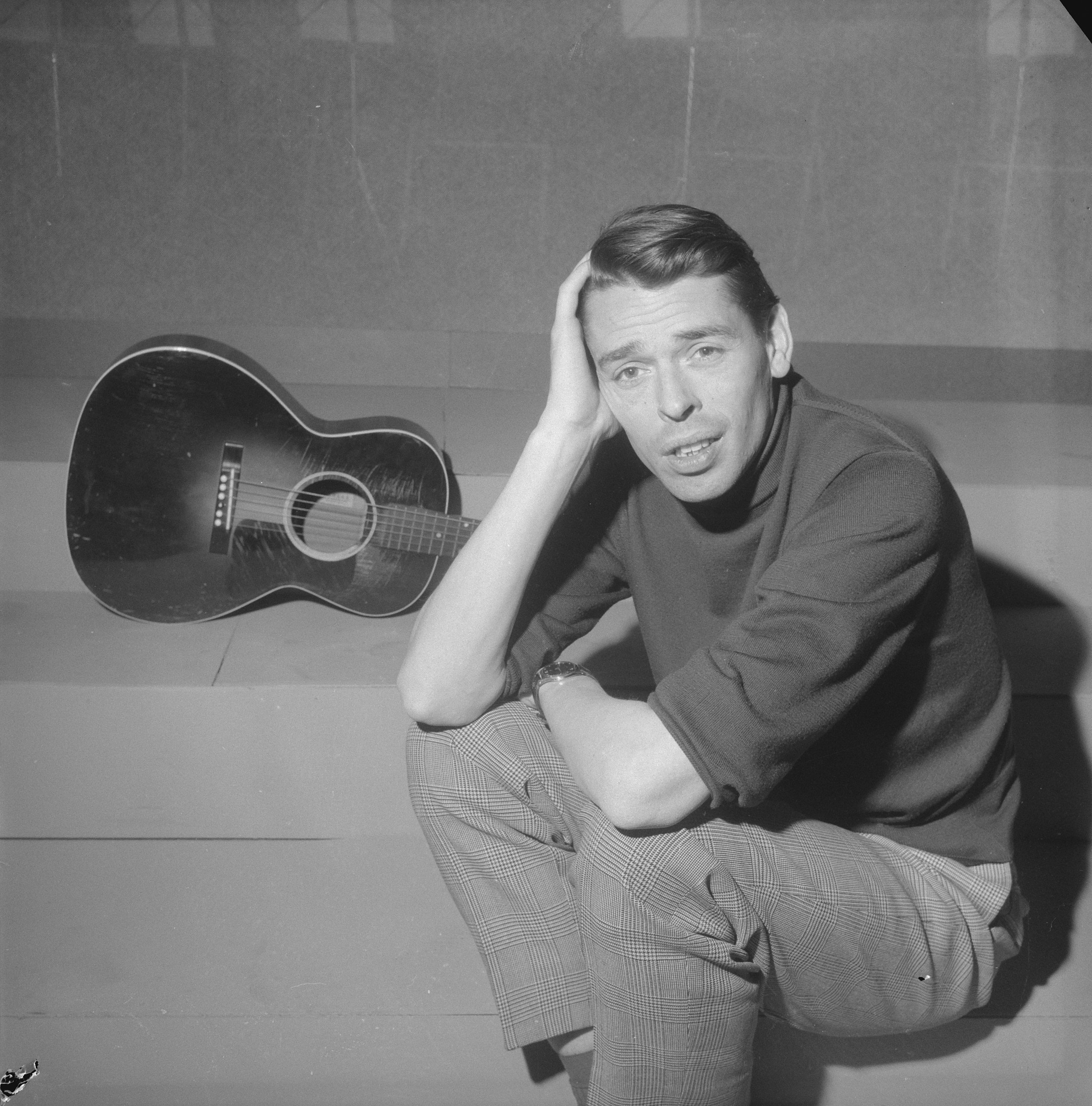
Жак Брель, 1962 рік

Amsterdam — пісня Жака Бреля, записана та вперше виконана у 1964 році.
Написана за мотивами давньої англійської пісні Greensleeves. Складається з чотирьох куплетів, кожен з яких починається з фрази  Dans le port d'Amsterdam, що формує ритм твору. Сюжет розповідає про рутинний світ амстердамського порту, у якому, наче, поза часом, живуть, помирають, народжуються моряки. Разом з тим, повторювання фраз та граматичних конструкцій робить замальовку поетичною та драматичною, цьому сприяють також метафори та інші стилістичні засоби.
21 жовтня 1964 року була видана у складі концертного альбому Olympia 1964. 

## Кавер-версії
- 1967: Скот Вокер (Scott)
- 1970: Джон Денвер (Take Me to Tomorrow)
- 1973: Девід Боуі (сінгл Sorrow)
- 1987: Девід Боуі (Spider Tour Conversation)
- 1989: Goodbye Mr. Mackenzie (Good Deeds and Dirty Rags)
- 2002: Уте Лемпер (But One Day ... )
- 2008: Марк Алмонд (Brel Extras)
- 2013: Shortparis